# تیم ملی فوتبال زیر ۲۱ سال آلبانی
تیم ملی فوتبال زیر ۲۱ سال آلبانی (انگلیسی: Albania national under-21 football team) یا تیم ملی فوتبال جوانان آلبانی، نماینده کشور آلبانی در مسابقات فوتبال جوانان اروپا و جهان است که زیر نظر اتحادیه فوتبال آلبانی فعالیت می‌کند.